# Prullans
Prullans ist eine Gemeinde (Municipio) mit 252 Einwohnern (Stand: 2024) in der Provinz Lleida in der Comarca Cerdanya in Spanien. Die Gemeinde besteht aus den namensgebenden Ortschaft Prullans sowie aus Ortschaften Ambret, Ardòvol, la Bastida, la Clota, Narvils, Orèn, la Serra, Sotanut und el Tarter.

## Lage
Prullans liegt etwa 130 Kilometer nordöstlich von Lleida und etwa 130 Kilometer nordnordwestlich von Barcelona in den Pyrenäen einer Höhe von ca. 1095 m nahe der Grenze zu Andorra und Frankreich. Der Segre begrenzt die Gemeinde im Süden.

## Einwohnerentwicklung
| 1900 | 1930 | 1950 | 1970 | 1981 | 1991 | 2001 | 2011 | 2021 |
| ---- | ---- | ---- | ---- | ---- | ---- | ---- | ---- | ---- |
| 489  | 444  | 467  | 265  | 183  | 192  | 217  | 234  | 246  |

## Sehenswürdigkeiten
- Stephanuskirche in Prullans

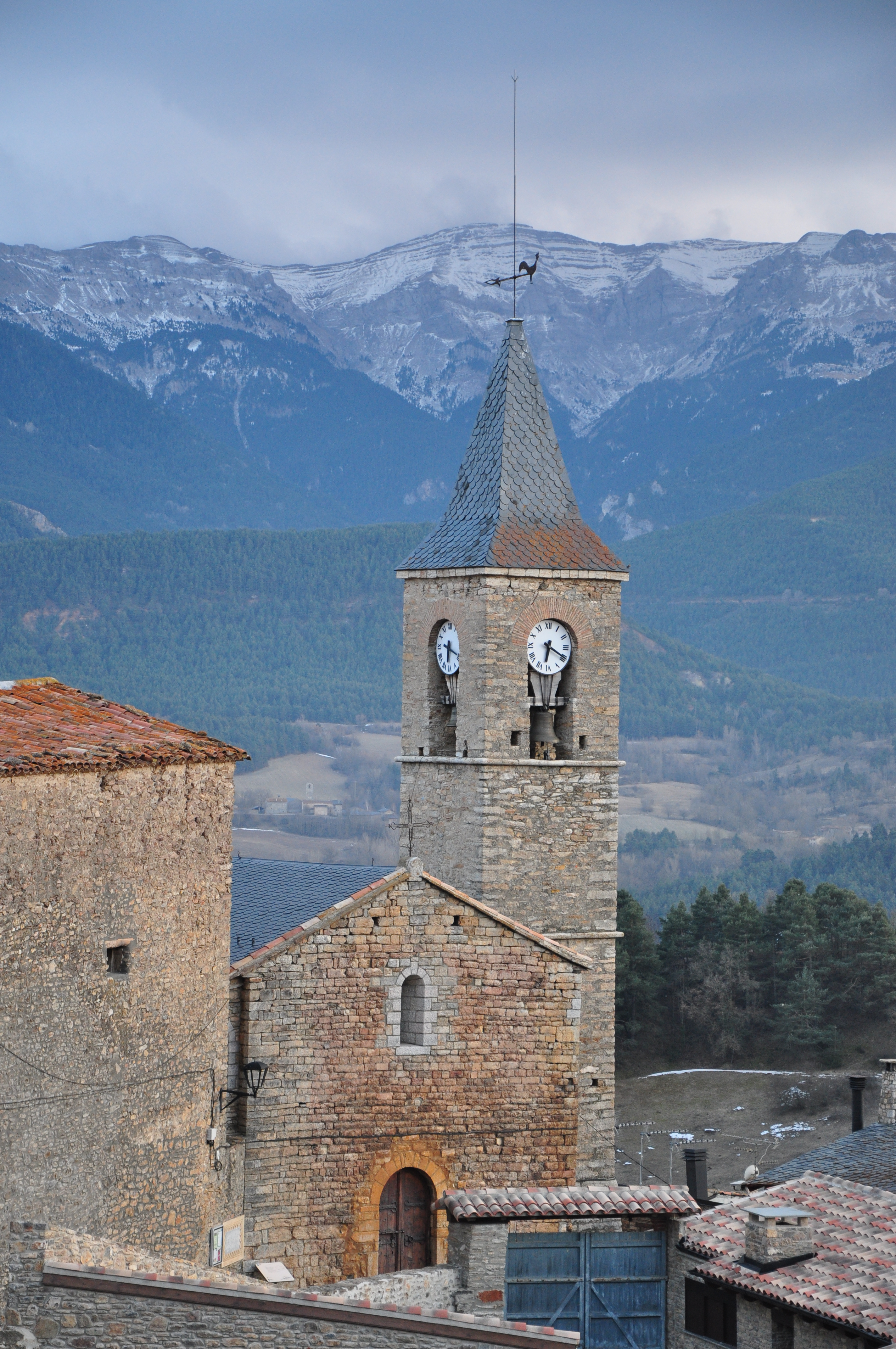
Stephanuskirche